# Główny Urząd Statystyczny

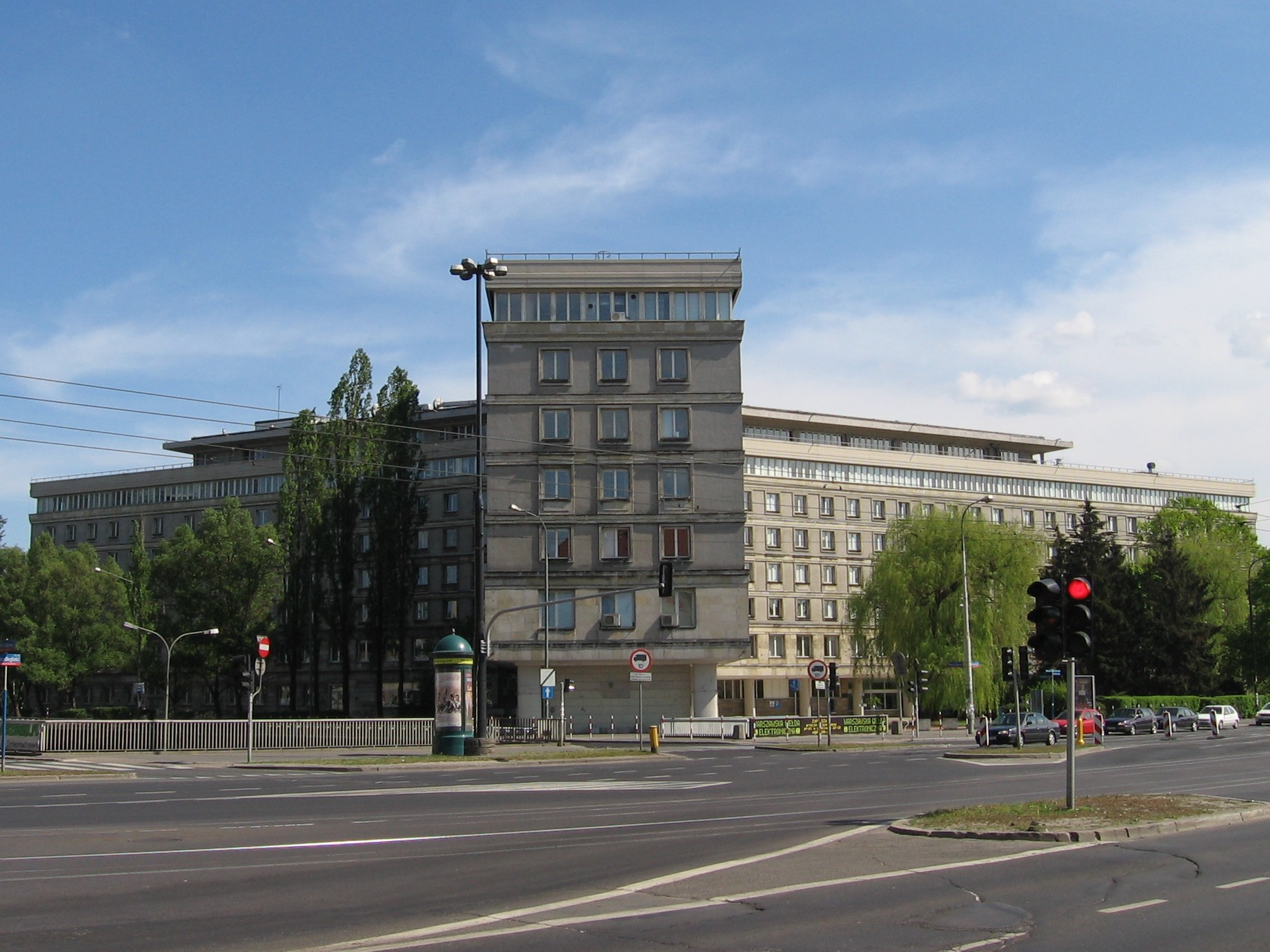
Gebäude des GUS in Warschau

Główny Urząd Statystyczny (GUS; deutsch: Statistisches Hauptamt) ist eine zentrale Einrichtung der staatlichen Verwaltung in Polen mit Hauptsitz in Warschau. 
Die Behörde ist für das Sammeln statistischer Daten sowohl des öffentlichen als auch des Privatlebens zuständig und wurde 1918 auf Initiative von Ludwik Krzywicki gegründet. Das GUS ist dem polnischen Ministerpräsidenten unterstellt.